# 添川村
添川村（そがわむら）は山形県西置賜郡にあった村。現在の飯豊町添川にあたる。

## 地理
- 山：眺山
- 河川：白川

## 歴史
- 1889年（明治22年）4月1日 - 町村制の施行により、近世以来の添川村が単独で自治体を形成。
- 1954年（昭和29年）10月1日 - 豊原村・豊川村と合併して飯豊村が発足。同日添川村廃止。

## 交通

### 道路
- 小国街道（旧国道113号、現・飯豊町道）